# DreamLab
DreamLab is een distributed computing-app die gebruik maakt van de rekenkracht van het mobiele apparaat waar het op geïnstalleerd is om onderzoek te doen naar ziektes. De app is ontstaan uit een samenwerking tussen Vodafone Foundation Australia en The Garvan Institute of Medical Research. DreamLab werd uitgebracht in 2015. In juli 2019 was de app 83.000 keer gedownload en waren er meer dan tien miljoen berekeningen uitgevoerd.

## Geschiedenis
Er is twee jaar aan de applicatie gewerkt voordat DreamLab in 2015 werd uitgebracht. In 2018 werd de app in gebruik genomen door kankeronderzoekers van het Imperial College London in het Verenigd Koninkrijk onder de projectnaam Drug Repositioning Using Grids of Smartphones (DRUGS). Dit leidde tot een onderzoek waarvan de resultaten in 2019 werden gepresenteerd in het open access wetenschappelijke tijdschrift Scientific Reports. Uit dat onderzoek bleek dat 30 tot 40% van de gevallen van kanker voorkomen kan worden door dieet en levensstijl aan te passen. In 2020 werd het mogelijk gemaakt om met de app onderzoek te doen naar de bestrijding van COVID-19.
Op 1 April 2025 is de App gestopt .

## Werking
De app maakt door middel van distributed computing gebruik van de rekenkracht van de SoCs van mobiele apparaten waar het op geïnstalleerd is waardoor een computercluster gecreëerd wordt. De app maakt alleen gebruik van de rekenkracht van de mobiele apparaten wanneer zij opgeladen worden. 100.000 mobiele apparaten kunnen zo met zes uur onderzoek per dag in drie maanden evenveel werk verrichten als een CPU met acht cores van een desktop- of laptopcomputer die 300 jaar 24 uur per dag, zeven dagen per week berekeningen uitvoert. Met behulp van een algoritme worden de eigenschappen van 8.000 voedingsmiddelen vergeleken met een database die gegevens bevat over de moleculen die effectief bleken tegen kanker volgens onderzoek in laboratoria, met celculturen of bij dierproeven.
De gebruiker van de app kan zelf kiezen of en hoeveel data via mobiele netwerken - als in; niet via Wi-Fi - verstuurd wordt. Ook kan het soort onderzoek gekozen worden.